# Подводные лодки типа «C» (Испания)
Подводные лодки типа «C» — серия дизель-электрических подводных лодок испанского военно-морского флота первой половины XX века, построенных на верфи S.E.C.N. в Картахене по проекту 105F компании «Электрик Боут» (англ. Electric Boat Company). Всего было построено 6 единиц. Применялись в Гражданской войне в Испании.

## История создания
В соответствии с законами от 17 февраля 1915 года и от 1 января 1922 года, королевским указом от 13 октября 1922 года была выделена сумма в 79 119 300 песет на постройку шести подводных лодок. Через неделю был издан исполнительный приказ Испанскому обществу военного кораблестроения (исп. Sociedad Española de Construcción Naval (SECN)).
Подводные лодки типа «C» строились с 1923 по 1930 год на верфи SECN в Картахене по модифицированному проекту «Холланд» 105F по лицензии компании «Электрик Боут». Проект состоял в улучшении предшествующего типа «B». Улучшения касались надводной скорости, скорости погружения, максимальной глубины погружения, использования более крупных и мощных торпед. Все шесть подводных лодок были идентичны внешне, с некоторыми отличиями внутри. Несмотря на увеличение размеров и водоизмещения, на подводных лодках типа «C» были установлены аккумуляторные батареи такие же, как на подводных лодках типа «B».
В целом, подводные лодки типа «C» были намного хуже итальянских и немецких подводных лодок того же времени.

## Вооружение
Главным оружием подводных лодок были торпеды калибром 533,4 мм, работающие на сжатом воздухе. Испания стала 30-й страной, заказавшей торпеды в Италии. В контракт, подписанный 27 июля 1925 года с заводом Silurificio Whitehead di Fiume S.A., были включены 50 торпед длиной 6,5 м, с боезарядом весом 240 кг, скоростью 40 узлов на дистанции 4000 м и 27 узлов на дистанции 10000 м. Поставка торпед осуществлялась в 1926—1929 годах. Подводные лодки типа «C» не имели директоров торпедной стрельбы.
Для стрельбы по надводным целям и противовоздушной обороны была предусмотрена 76/45 пушка «Виккерс». Это орудие было крайне неточным и сложным в обращении. На подводных лодках «C-3» и «C-4» вместо него была установлена более простая и эффективная пушка Bonifaz испанского производства.

## Гидроакустическое оборудование
На подводных лодках «С-1» и «С-2» были установлены гидроакустические трубки «K» и преобразователь «Фессенден» (англ. Fessenden) с дальностью действия звуковой подводной сигнализации до 2 миль, а на «С-6» несколько более современная система «Электроакустик» (исп. Electroacustic) с дальностью действия звуковой подводной сигнализации до 8 миль. Все подводные лодки типа «C» были оснащены английскими эхолотами «Хьюз» (англ. Hughes) и электромеханическими лагами «Форбс» (англ. Forbes).

## Спасательное оборудование
14 сентября 1931 года в бухте Эскомбрерас на подводной лодке «C-3» была успешно испытана изобретённая капитаном де корбета Артуро Геновой Торруэйей (исп. Arturo Génova Torruella) всплывающая спасательная камера «Генова» (исп. Génova). В камеру из подводной лодки мог перейти один человек и подняться на поверхность. Возможность использования всплывающей спасательной камеры впоследствии была добавлена на других подводных лодках типа «С».

## Тактико-технические характеристики
Водоизмещение:
- надводное: 925 т
- подводное: 1144 т

Размерения:
- длина: 73,3 м
- ширина: 6,3 м
- осадка: 5,7 м

Вооружение:
- торпедные аппараты 533 мм — 4 в носу, 2 в корме. 4 запасные торпеды.
- 1 зенитное орудие 76,2/45 мм Vickers или Bonifaz.

Силовая установка и движитель:
- 2 дизельных двигателя мощностью 1000 л. с.
- 2 электрических двигателя мощностью 375 л. с.
- 2 гребных винта.

Скорость:
- надводная: 16,5 узлов
- подводная: 8,5 узлов

Глубина погружения максимальная: 87 м
Дальность плавания:
- 6800 миль при скорости 10 узлов в надводном положении
- 320 миль при скорости 16 узлов в надводном положении
- 150 миль при скорости 4,5 узла в подводном положении

Запас топлива: 42 т
Экипаж: 40 человек

## Представители
Подводные лодки типа «C» не имели названий, за исключением «C-1», которая получила имя «Исаак Пераль» в 1932 году, после того как была списана предшествующая подводная лодка с таким названием.
| Обозначение | Закладка   | Спуск на воду | Ввод в строй | Исключение из списков | Примечание                                                      |
| ----------- | ---------- | ------------- | ------------ | --------------------- | --------------------------------------------------------------- |
| C-1         | 19.07.1923 | 31.03.1927    | 18.07.1928   | 30.01.1950            | Списана и сдана на слом                                         |
| C-2         | 15.09.1923 | 31.03.1927    | 19.07.1928   | 06.06.1951            | Списана, затонула на пути к месту утилизации                    |
| C-3         | 05.05.1924 | 20.02.1929    | 04.05.1929   | 31.07.1941            | 12 декабря 1936 года потоплена немецкой подводной лодкой «U-34» |
| C-4         | 05.05.1924 | 06.07.1929    | 21.09.1929   | 07.02.1947            | 27 июня 1946 года затонула от столкновения с эсминцем «Лепанто» |
| C-5         | 10.10.1924 | 28.10.1929    | 16.04.1930   | 31.07.1941            | 31 декабря 1936 года погибла по неизвестной причине             |
| C-6         | 12.02.1925 | 26.12.1929    | 27.09.1930   | 31.07.1941            | 20 октября 1937 года затоплена при угрозе захвата Хихона        |